# Honschaft Sand (Amt Porz)

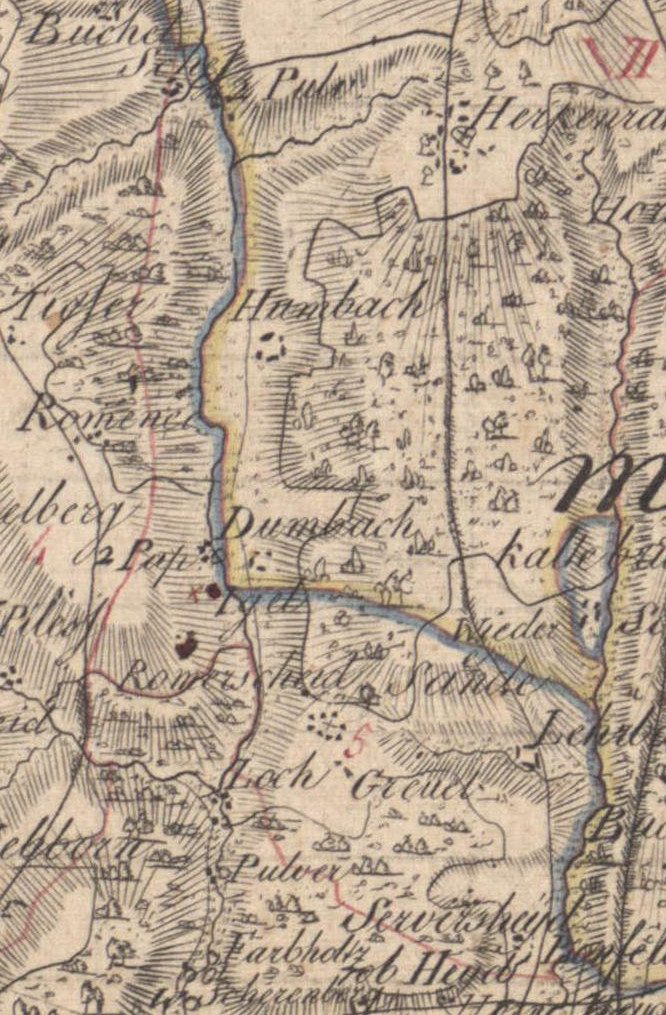
Honschaft Sand (Ausschnitt aus der Karte 1789 von Wiebeking). Oben ist Osten.

Die Honschaft Sand war vom Mittelalter in das 19. Jahrhundert hinein eine Honschaft und zugleich Kirchspiel (Kirchspiel Sand) im Amt Porz im Herzogtum Berg.
Aus der Charte des Herzogthums Berg 1789 von Carl Friedrich von Wiebeking geht hervor, dass das Kirchdorf Sand Titularort der Honschaft und des Kirchspiels war. Die Honschaft war dem Botenamt Gladbach und dem Obergericht Bensberg zugeordnet. In der Wiebekingschen Karte von 1789 sind die Grenzen der Honschaft Sand dargestellt; es entspricht in etwa der heutigen Gemarkung Sand. 
Zur Honschaft gehörten seinerzeit die Wohnplätze Alte Dombach, Eicherhof, Greuel, Haus Lerbach, Igeler Hof und Sand. Die Honschaft hatte zusätzlich drei Exklaven: Obersand, eingebettet in der Honschaft Dürscheid mit dem Hauserhof, Blissenbacher Hof, Weyermühle und Meiswinkel, eine Exklave um Oberthal sowie eine Exklave mit Kaltenbroich, eingebettet in die Honschaft Herkenrath.
Im Jahr 1797 wurden für die Honschaft 252 Einwohner, 43 Feuerstätten, 452 bergische Morgen Ackerland, 63 berg. Morgen Wiesen, 464 berg. Morgen Wald, sowie vier Pferde und 144 Ochsen und Kühe verzeichnet.
Unter der französischen Verwaltung zwischen 1806 und 1813 wurde das Amt Porz aufgelöst und Sand wurde politisch der Mairie Gladbach im Kanton Bensberg im Arrondissement Mülheim am Rhein zugeordnet. 1816 wandelten die Preußen die Mairie zur Bürgermeisterei Gladbach im Kreis Mülheim am Rhein.